# Dolph Kessler (1916-2002)
Geldolph Adriaan (Dolph) Kessler (Bloemendaal, 26 november 1916 – Blaricum, 2 oktober 2002) was een Nederlandse directeur van De Nederlandsche Bank en buitengewoon hoogleraar monetaire economie aan de Universiteit van Amsterdam (UVA).

## Leven en werk
Kessler was een zoon van de president-directeur van de Koninklijke Hoogovens Dolph Kessler en Bep Stoop. Bij zijn geboorte was zijn vader nog werkzaam bij Koninklijke Olie, waarvan zijn grootvader August Kessler (1853-1900) de grondlegger was. Na zijn middelbareschoolopleiding studeerde Kessler economie aan de Universiteit van Amsterdam. Na zijn afstuderen in 1942 was hij onder andere werkzaam bij de ministeries van Economische zaken en Financiën. Na de Tweede Wereldoorlog werkte hij voor de Javasche Bank in Batavia. In 1951 keerde hij terug naar Nederland. Vanaf 1953 was hij werkzaam bij De Nederlandsche Bank als chef van haar studiedienst. In 1958 promoveerde hij cum laude op een proefschrift getiteld Monetair evenwicht en betalingsbalansevenwicht. Na zijn promotie werd Kessler benoemd tot onderdirecteur van De Nederlandsche Bank. Van 1963 tot 1 mei 1981 maakte hij deel uit van de directie van de bank; ter gelegenheid van zijn afscheid werd hem een bundel opstellen aangeboden. Ongeveer in dezelfde periode, van 1961 tot 1983, was hij tevens buitengewoon hoogleraar monetaire economie aan de UVA: zijn inaugurele rede hield hij op 5 februari 1962, zijn afscheidsrede op 16 november 1984, de laatste onder de titel Monetary conditions for economic recovery; the dutch perspectiv. Voor zijn 75e verjaardag werd hem een bundel van zijn eigen werk aangeboden.
In 1978 ontving hij, evenals de econoom, en zijn promotor, Cornelis Goedhart, de Pierson Penning uit handen van de voorzitter van het Mr. N.G. Pierson Fonds, Marius Holtrop. Hij ontving deze prestigieuze onderscheiding voor zijn wetenschappelijk publicaties op het gebied van de monetaire economie.
Kessel was gehuwd met Nicolette Leemans. Uit hun huwelijk zijn vier kinderen geboren. Hij overleed in 2002 op 85-jarige leeftijd in zijn woonplaats Blaricum.

## Beknopte bibliografie
- Monetair evenwicht en betalingsbalansevenwicht, Amsterdam, 1958 (dissertatie)
- Geld en maatschappij, Haarlem 1962 (tekst inaugurale rede)
- Voorwaarden voor economisch herstel, Amsterdam, 1983
- Monetaire diagnose en therapie, Amsterdam, 1990 (een selectie uit het werk van prof. dr. G.A. Kessler, oud-directeur van de Nederlandsche Bank, aangeboden ter gelegenheid van zijn 75e verjaardag)